# Cantón de Auch-Sureste-Seissan
El cantón de Auch-Sureste-Seissan era una división administrativa francesa, que estaba situada en el departamento de Gers y la región de Mediodía-Pirineos.

## Composición
El cantón estaba formado por nueve comunas, más una fracción de la comuna que le daba su nombre:
- Auch (fracción)
- Auterive
- Boucagnères
- Haulies
- Labarthe
- Orbessan
- Ornézan
- Pessan
- Sansan
- Seissan

## Supresión del cantón de Auch-Sureste-Seissan
En aplicación del Decreto nº 2014-254 de 26 de febrero de 2014, el cantón de Auch-Sureste-Seissan fue suprimido el 22 de marzo de 2015 y sus 10 comunas pasaron a formar parte; siete del nuevo cantón de Auch-3, dos del nuevo cantón de Astarac-Gimone y la fracción de la comuna que le daba su nombre se unió con las demás para que, por medio de una reestructuración cantonal, fueran creados los nuevos cantones de Auch-1, Auch-2 y Auch-3.